# Freimaurertempel von Philadelphia
Der Freimaurertempel von Philadelphia ist ein historisches Veranstaltungs- und Ritualgebäude der Freimaurer im Stadtzentrum Philadelphias. Der im Stile des Historismus errichtete Tempel wurde 1873 fertiggestellt und dient als Versammlungsort der Großloge von Pennsylvania. Er wird seit 1985 als National Historic Landmark geführt.

## Geschichte
Seit 1732 existierte eine Freimaurerloge in Philadelphia. Die Treffen fanden bis zum Bau des Freimaurertempels in unterschiedlichen Tavernen und Sälen statt. Grundsteinlegung für den Tempel, dessen Entwurf auf den Freimaurer und Architekten James H. Windrim zurückging, war 1868 in Center City, Philadelphia. Der Bau erfolgte im neuromanischen Norman Style und dauerte bis zum September 1873. Die Kosten stellten mit 1,6 Millionen US-Dollar damals ein gewaltiges Vermögen dar, weshalb die Loge erst nach 14 weiteren Jahren über genügend Mittel verfügte, mit der Inneneinrichtung zu beginnen. Verantwortlich für die Innengestaltung, welche von 1889 bis 1904 durchgeführt wurde, war der renommierte Innenarchitekt George Herzog, dessen Vater der Landschaftsmaler Hermann Ottomar Herzog war. 1902 wurde der Freimaurertempel als eines der ersten Gebäude in Philadelphia vollständig elektrifiziert.
Am 27. Mai 1971 wurde der Tempel in das National Register of Historic Places aufgenommen. Am 4. Februar 1985 wurde der Freimaurertempel von Philadelphia als National Historic Landmark anerkannt, wobei vor allem die prächtig ausgeschmückte und detaillierte Innenausstattung als Kulturgut nationaler Bedeutung zählt.

## Architektur

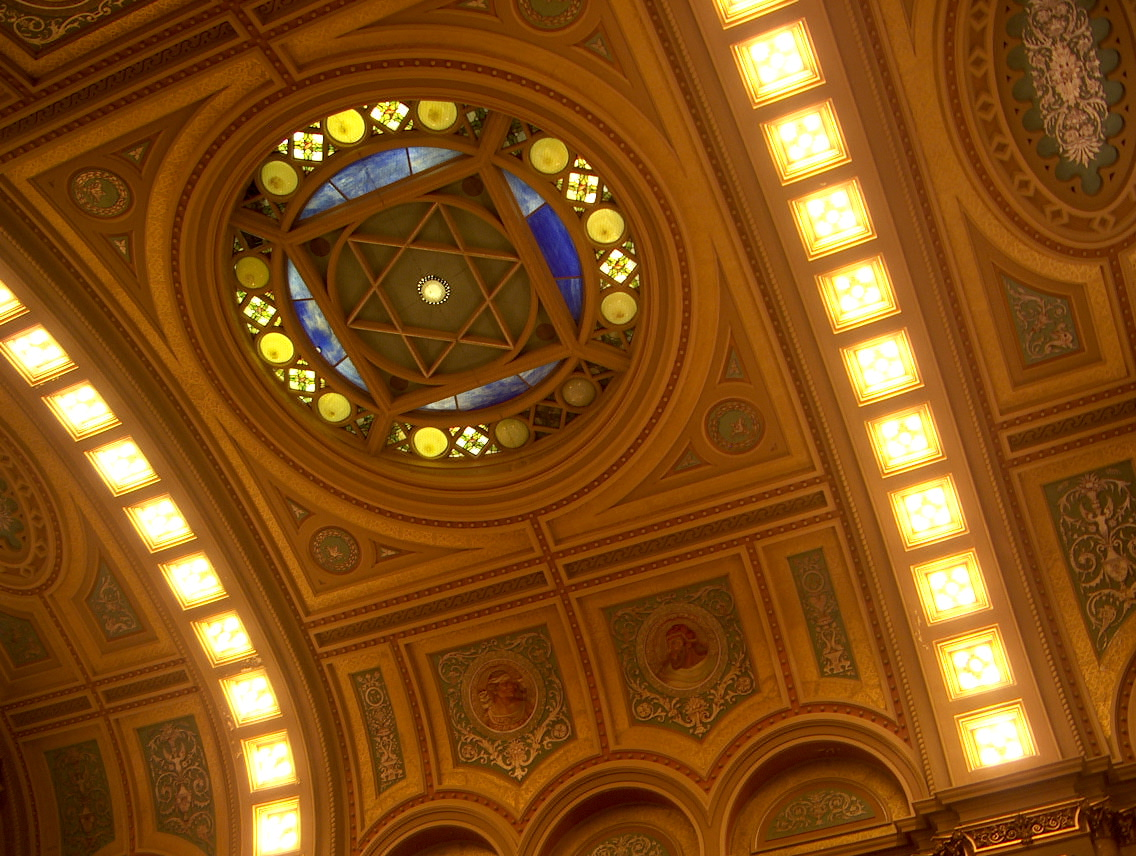
Verzierte Gewölbedecke im Freimaurertempel

Die sieben Hallen der Logen sind in unterschiedlichem Stil gehalten, der teilweise bekannte Bauwerken imitiert. Ein Raum orientierte sich am Tempel von Luxor und wurde von Hermann Ottomar Herzog ausgestaltet. Die andere, orientalische Halle hat die Alhambra zum Vorbild. Die korinthische Säulenhalle ist die größte und dient als Versammlungsraum der Großloge von Pennsylvania. Des Weiteren gibt es einen ionischen Saal mit 24 elfenbeinfarbenen Säulen, einen im normannischen Stil mit Rundbögen und einen gotischen mit Spitzbögen und Fialen. Die mit Bleiglasfenstern ausgestattete Renaissance-Halle schließt mit einer Gewölbedecke ab.

## Masonic Library and Museum of Pennsylvania
Im Gebäude befindet sich das Masonic Library and Museum of Pennsylvania. Diese Sammlung von 70.000 Büchern und Schriftstücken enthält unter anderem das erste gedruckte Buch der Freimaurer von Amerika, welches von Benjamin Franklin stammt, sowie eine  Geneva-Bibel. Ein Schwerpunkt der Ausstellung sind die Gründerväter der Vereinigten Staaten und ihre Verbindungen zur Freimaurerei. Ferner enthält sie Skulpturen, Gemälde und Fotografien. Ein weiterer Höhepunkt ist der Maurerschurz von George Washington als auch eine Gravur von Paul Revere.